# 서비스형 모빌리티
서비스형 모빌리티(MaaS, 마스, Mobility as a Service) 또는 서비스형 운송(Transportation as a Service)은 공동 디지털 채널을 통해 사용자가 여러 유형의 모빌리티 서비스를 계획하고 예약하고 비용을 지불할 수 있도록 하는 서비스 유형이다. 이 개념은 개인 소유의 교통수단에서 벗어나 서비스로 제공되는 이동성으로의 전환을 설명한다. 이는 사용자가 단일 계정으로 비용을 지불할 수 있는 여행을 생성하고 관리하는 통합 게이트웨이를 통해 대중교통 제공업체와 민간 교통업체의 교통 서비스를 결합함으로써 가능해진다. 사용자는 제한된 거리에 대해 여행당 요금을 지불하거나 월 요금을 지불할 수 있다. MaaS의 핵심 개념은 여행자의 여행 요구 사항에 따라 여행자 모빌리티 솔루션을 제공하는 것이다.
여행 계획은 일반적으로 여행 계획자에서 시작된다. 예를 들어, 여행 계획자는 사용자가 기차/버스 조합을 사용하여 한 목적지에서 다른 목적지로 이동할 수 있음을 보여줄 수 있다. 그러면 사용자는 비용, 시간, 편의성을 기준으로 선호하는 여행을 선택할 수 있다. 이때 필요한 모든 예약(예: 택시 호출, 장거리 열차 좌석 예약)이 하나의 단위로 수행된다. 이 서비스는 로밍을 허용해야 한다. 즉, 사용자가 새 앱에 익숙해지거나 새 서비스에 가입할 필요 없이 동일한 최종 사용자 앱이 다른 도시에서 작동해야 한다. MaaS는 자율주행, 커넥티드카, 전기자동차 등 다른 신흥 차량 기술과 함께 자율주행, 커넥티드카, 전기자동차, 공유자동차 등 새로운 유형의 미래 모빌리티에 기여하고 있다.

## 같이 보기
- 지능형 교통 체계
- 서비스형